# Valverde (Balboa)
Valverde es una localidad española perteneciente al municipio de Balboa, en la provincia de León, comunidad autónoma de Castilla y León.

## Geografía
Está situada en la comarca tradicional de la Somoza berciana, muy cerca del límite con la provincia de Lugo.

### Comunicaciones
Al pueblo se puede acceder con las carreteras CV-125-4, LE-723 y CV-125-10.